# ヤー・ブルース
「ヤー・ブルース」（Yer Blues）は、ビートルズの楽曲である。1968年に発表された9作目のイギリス盤公式オリジナル・アルバム『ザ・ビートルズ』に収録された。レノン＝マッカートニー名義となっているが、ジョン・レノンによって書かれた楽曲で、インドのリシケーシュに滞在していた時期に書かれた。本作はイギリスで起こっていたブルース・ムーブメントに対する皮肉を込めた楽曲となっている。

## 背景
1968年の春、ビートルズのメンバーはインドのリシケーシュを訪れ、マハリシ・マヘーシュ・ヨーギーのもとで超越瞑想の修行をしていた。この期間には同年に発売されたアルバム『ザ・ビートルズ』に収録された楽曲の大半が書かれていたが、本作もその1曲だった。当時レノンはオノ・ヨーコとの関係に没頭し、当時の妻であるシンシアとの仲を悪化させていた。本作の歌詞は「Yes I'm lonely wanna die（寂しい、死にたい）」というフレーズから始まるが、これについてレノンは不思議なんだけど、インドでは何もかもが美しく、一日八時間も瞑想していたのに、僕はとことんみじめな曲を書いていた。“Yer Blues”で‘とても淋しい、死んでしまいたい’って書いたのは冗談じゃなかった。本気でそう思ったんだ。神に近づこうとして、死んでしまいたいと思っていたんだと語っている。
歌詞の中では、ボブ・ディランの「やせっぽちのバラッド」に登場する「ミスター・ジョーンズ」、ロバート・ジョンソンの「地獄の猟犬がつきまとう」の3番のヴァースの歌詞を引用して、当時の不安を暗示している。本作はレノンがブルースのパロディとして書いた楽曲で、ジャンプ・ブルースに触発されたギターソロがフィーチャーされている。
1968年頃、イギリスの音楽業界ではブルースが流行し、デビュー以来ロック一辺倒だったバンドまでもがブルースを演奏してひと稼ぎする場合もあった。本作はその状況を逆手に取り、皮肉が込められた楽曲となっている。題名はごく単純なものとなっており、1970年にレノンはブルースをうたうとなると、どうしても人目を気にしてしまうところがあるとし、ご多分にもれずオレたちも、アート・スクールじゃスリーピー・ジョン・エステスとかを聴いていた。でもそれをうたうとなると、それは全然別の話だ。オレはそのせいでまわりの目が気になった。ポールは『〈ヤー・ブルース〉なんてタイトルはやめて、もっとわかりやすくしろよ』と言ってたけど、オレはまわりの目を気にして、〈ヤー・ブルース〉を選んだと語っている。なお、「ヤー（Yer）」は、1960年代のイギリスで使用されていた「あなたの（＝Your）」の意を持つスラング。
インドからの帰国後、1968年5月にメンバーはイーシャーにあるジョージ・ハリスンの自宅に集まり、アルバム『ザ・ビートルズ』のセッションに向けてデモ音源をまとめる作業を行った。その中で本作のデモ音源も録音されたが、後のスタジオでのレコーディングまでに、一部のフレーズが書き替えられた。

## 曲の構成
曲は、リンゴ・スターの「Two, Three」のカウントインから始まる。「ブルース」をタイトルに含んだ楽曲だが、音楽的には標準的なブルースの形式に沿っていない。基本は8分の12拍子ながら、曲の途中には4分の4拍子やシャッフルのリズムに変わるセクションが含まれている。
キーはEに設定されているが、「If I ain't dead already（もし俺がまだ死んでいなければ）」から続くセクションではGのコードが使用されている。

## レコーディング
「ヤー・ブルース」のレコーディングは、1968年8月13日に開始され、同月14日と20日にオーバー・ダビングのためのセッションが行われた。同日のセッションは、EMIレコーディング・スタジオのスタジオ2のコントロール・ルームの隣にある2A号室で行われた。2A号室は8×15.5フィートほどの広さで、かつてはテレフンケン製の4トラック・レコーダーが収容されていたが、それがコントロール・ルームに移されてからは、倉庫として使用されていた。空き部屋となったものの、レコーディングのために機材をセッティングすると、動けるスペースはほとんどなく、エンジニアのケン・スコットはメンバーの誰かがふり向きざまにギターを回転させたら、誰かの頭を直撃してしまうぐらい狭かったと回想している。
1968年にレノンは、2A号室でのレコーディングについてリヴァプールやハンブルク、それに絶叫の嵐になる前の、初期の時代にオレたちを聴いた連中なら、オレたちがああいうプレイをしていたのを知っている―ヘヴィ・ロックさとし、でも初期のレコードでそれを写し取ろうとしても、どうしてもベースが足りなかったし、ギターソロもこっちに迫ってこなかった。それは当時のオレたちが、レコーディングに関して無知だったからだ。このレコード〔《ザ・ビートルズ》〕のオレたちは、もっとオレたちらしいサウンドだけど、それは人目を気にするのはやめて、初期の時代にやっていたようなことをやってるからだ。ただしレコーディングのテクニックについては、もっと詳しくなっているが。曲のうちかなりの数は、オレたちの演奏をそのまんま録ったテイクだと語っている。マッカートニーは身を寄せ合うのは楽しかったよ。僕たちの音楽がより力強くなるように感じられたからね。事実そうなったと語っている。
ベーシック・トラックはドラム（スター）、ベース（マッカートニー）、ギター（レノンとハリスン）という編成で録音された。マスターにはテイク6が採用されたが、その後も演奏は続けられた。その後、2本のギターをトラック3にまとめたミックスがテイク16となり、テイク6の冒頭部分が再度コピーされたのち、4トラックのテープを切って、曲の3分17秒に繋がれて、フェード・アウトのインストゥルメンタル・セクションになった。8月14日にトラック4にレノンとマッカートニーがボーカルを加え、2分25秒目にスネアドラムが追加された。なお、トラック3にはオリジナルのギターソロの上に、音にふらつきを持たせたギターの音が加えられた。8月20日にスターのカウントが追加された。
本作のレコーディングで、マッカートニーはフェンダー・ジャズベースを使用しており、レコーディングを見学したエアロヴォンズのトム・ハートマンもフェンダー・ジャズベースを使用していたことを証言している。
10月14日にミキシング作業が行われた。モノラル・ミックスに比べてステレオ・ミックスは早くフェード・アウトする。

## ライブ・パフォーマンス
1968年にローリング・ストーンズが制作したテレビ映画『ロックンロール・サーカス』では、「ザ・ダーティー・マック」名義で、レノンとエリック・クラプトン（ギター）、キース・リチャーズ（ベース）、ミッチ・ミッチェル（ドラム）が本作を演奏している。なお、レノンの生演奏は、1966年8月29日のサンフランシスコ公演以来初となった。

## クレジット
※出典
- ジョン・レノン - リード・ボーカル、エレクトリック・ギター
- ポール・マッカートニー - ボーカル[13]、ベース
- ジョージ・ハリスン - エレクトリック・ギター
- リンゴ・スター - ドラム

## カバー・バージョン
- 大橋隆志 - 1991年に発売されたアルバム『TAKASHI O'HASHI PROJECT』に収録。
- ムーンライダーズ - 1992年に発売されたオムニバスのカバー・アルバム『LOVE ME DO』に収録。1994年のベスト・アルバム『Best of MOONRIDERS 1982→1992 Keiichi Suzuki sings MOONRIDERS』、オリジナル・アルバム『A.O.R.』の1999年リイシュー盤、1999年のベスト・アルバム『TWIN BEST』にも再録。
- 椎名林檎 - 2002年に発売されたカバー・アルバム『唄ひ手冥利〜其ノ壱〜』に収録[14]。
- フィッシュ - 2002年に発売されたライブ・アルバム『Live Phish Volume 13』に収録[15]。
- 吉井和哉 - 2009年の「YOSHII JO-HALL 2009」と「YOSHII BUDOKAN 2009」で披露された。